# If God Will Send His Angels
If God Will Send His Angels – piosenka rockowej grupy U2, pochodząca z jej wydanego w 1997 roku albumu Pop. Została wydana jako piąty singel promujący tę płytę. Utwór znalazł się także na soundtracku filmu Miasto Aniołów.
Teledysk do utworu nakręcił Phil Joanou. Wideo wraz z komentarzami reżysera znalazło się na DVD, The Best of 1990-2000.

## Lista utworów

### Wersja 1
1. "If God Will Send His Angels" (wersja singlowa) (4:32)
2. "Slow Dancing" (& Willie Nelson) (4:00)
3. "Two Shots of Happy, One Shot of Sad" (4:12)
4. "Sunday Bloody Sunday" (na żywo z Sarajewa) (3:49)

Wydanie na CD w Europie i Stanach Zjednoczonych.

### Wersja 2
1. "If God Will Send His Angels" (wersja singlowa) (4:32)
2. "Mofo" (Romin Remix) (5:50)

Wydanie na kasetach w Stanach Zjednoczonych i Wielkiej Brytanii oraz na CD w Australii i Stanach Zjednoczonych.